# 米拉韦特
米拉韦特，是西班牙加泰罗尼亚塔拉戈纳省的一个市镇。总面积32平方公里，总人口772人（2001年），人口密度24人/平方公里。